# یونیورسال اورلاندو
یونیورسال اورلاندو (انگلیسی: Universal Orlando) شرکت گردشگری آمریکایی است، که در سال ۱۹۹۰ تأسیس شد.